# Nakanishi Tetsuo
Tetsuo Nakanishi (sinh ngày 8 tháng 9 năm 1969) là một cầu thủ bóng đá người Nhật Bản.

## Sự nghiệp câu lạc bộ
Tetsuo Nakanishi đã từng chơi cho Nagoya Grampus Eight và Kawasaki Frontale.